# Moussa El-Hage
Moussa El-Hage (* 19. února 1954, Aintura) je libanonský katolický kněz, archieparcha Haify a Svaté země, Patriarchální exarcha jeruzalémský a palestinský a zastupující předseda Shromáždění katolických ordinářů ve Svaté zemi.